# Chanac
Chanac ist eine französische Gemeinde des Départements Lozère in der Region Okzitanien. Sie gehört zum Arrondissement Mende und zum Kanton La Canourgue.

## Geografie
Der Kern des Bergortes mit 1421 Einwohnern (Stand 1. Januar 2022) liegt auf einem Felssporn über dem Tal des Lot auf 650 Meter Höhe rund 100 Kilometer nordnordwestlich von Montpellier. Ein Teil des Gemeindegebiets (u. a. der Weiler Le Jas) befindet sich auf gut 1000 Meter auf der Hochebene Causse de Sauveterre. Das Gemeindegebiet ist mit über 71 Quadratkilometern sehr groß und die Bevölkerungsdichte ist wie im ganzen Département Lozère gering. Die Einwohner von Chanac sprechen im Alltag vorwiegend okzitanisch.

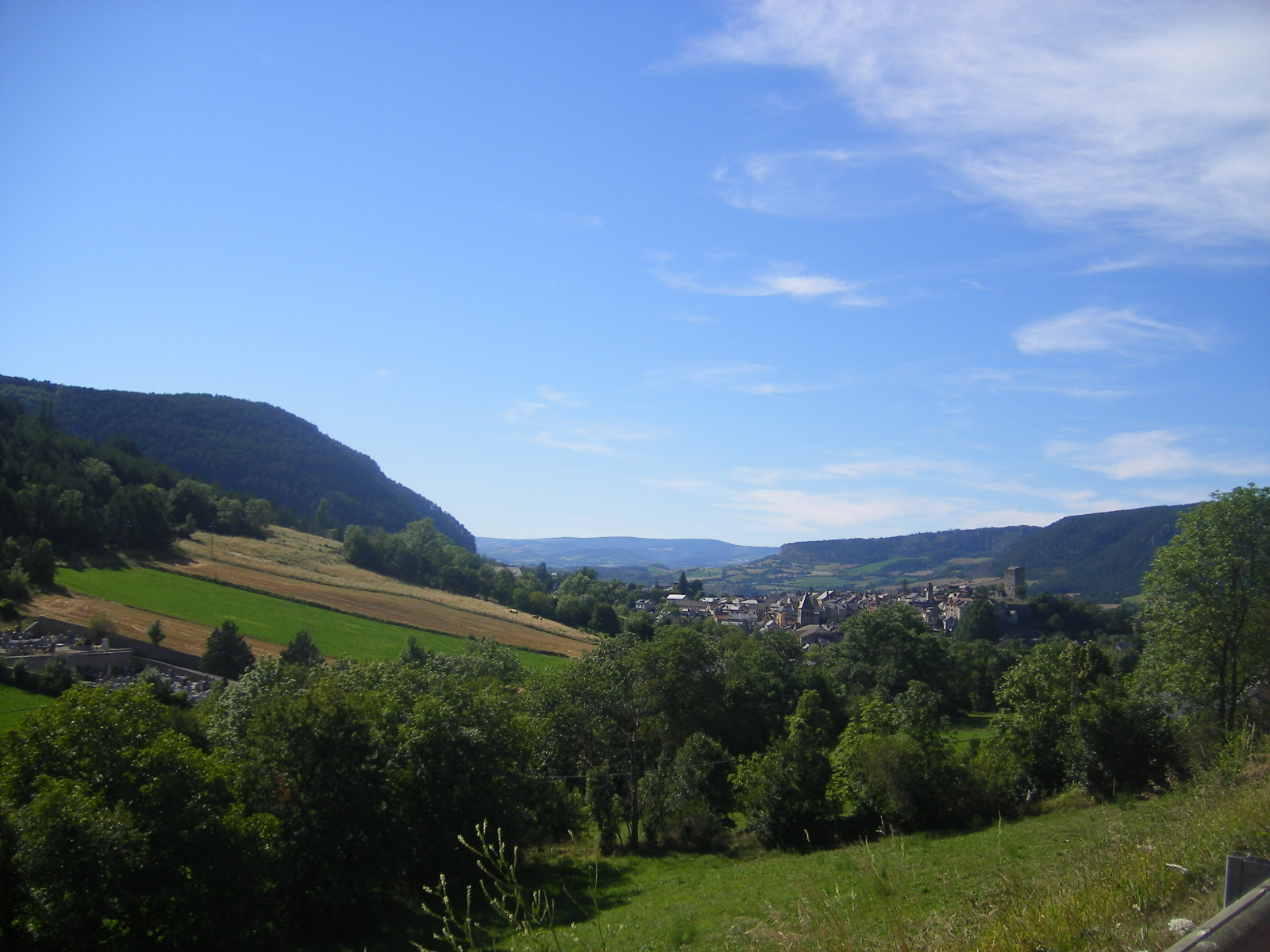
Chanac im Tal des Lot
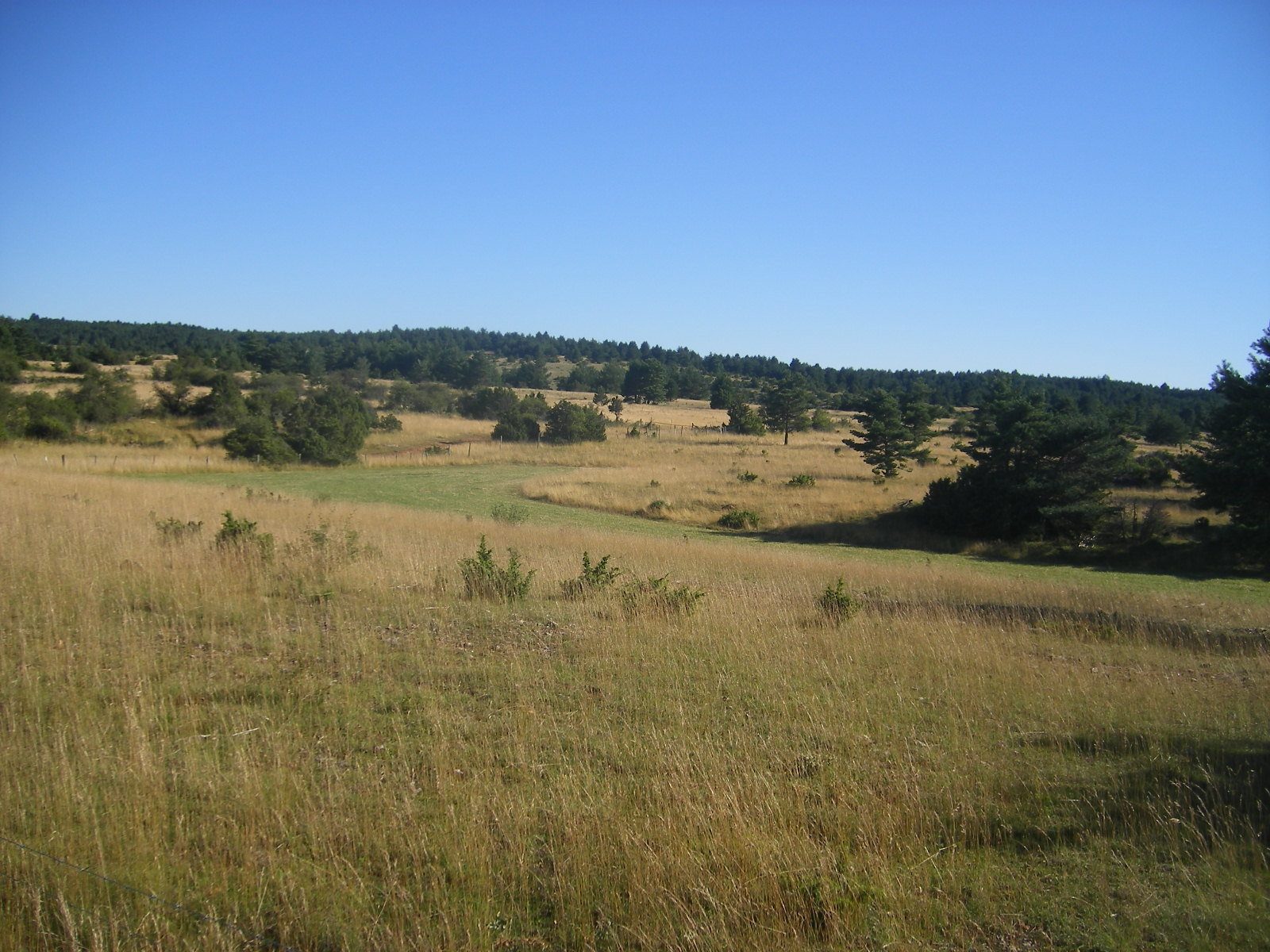
Die Hochebene Causse de Sauveterre beim Weiler Le Jas

## Geschichte
Vermutlich wurde die nahe der Festung von Grèzes liegende Burg Chanac von den Königen von Aragon errichtet, um den Zugang vom Lot zur Hochebene Causse de Sauveterre zu sichern. Der Bau entstand irgendwann in den Jahren 1190 bis 1210. Um 1220 kam er in Besitz von Guillaume de Peyre, Bischof von Mende, wahrscheinlich im Zuge des Albigenserkreuzzuges. Der Bischof ließ den Donjon, welcher heute noch sichtbar ist, errichten. Anschließend diente die Burg für mehrere Jahrhunderte den Bischöfen von Mende als Residenz. Sie war eine der wenigen Festungen in der Provinz Gévaudan, welche während des Hundertjährigen Krieges nicht von den Engländern eingenommen wurde.
In den Religionskriegen war die Burg zwischen den Katholiken und den Hugenotten hart umkämpft. In den Jahren 1580 und 1581 war der Hugenottenführer Mathieu Merle Herr der Burg. Zwischenzeitlich wieder an den legitimen Besitzer ausgehändigt, wurde sie 1591 vorübergehend eine Beute von Philibert d’Apchier. Er war Baron von Gévaudan und Befürworter der Liga, bevor er aus der Liga austrat und Henri IV. als neuen König von Frankreich anerkannte, nachdem Letzterer zum Katholizismus konvertiert war.
Am 24. August 1696 zerstörte ein großes Feuer die Burg und mit ihr die Häuser von Chanac. Bischof François-Placide de Baudry de Piencour ließ sie daraufhin neu aufbauen, wobei er darauf bedacht war, den Komfort seiner Residenz zu verbessern. Er war es auch, der den Dijon in einen „Eisturm“ umwandeln ließ. Fortan wurde er im Winter mit Eis vom Lot gefüllt, welches dann im Sommer zur Kühlung von Lebensmitteln verwendet werden konnte.
Ab 1767 war Jean-Arnaud de Castellane, Bischof von Mende, der Besitzer der Burg. Dort verschanzte er sich während der Französischen Revolution in den Jahren 1790–1792, bevor er sich zur Flucht ins Ausland entschied, bei der er allerdings gefasst und anschließend hingerichtet wurde. Die Burg wurde daraufhin von den Revolutionären besetzt. Aber die Konterrevolutionäre aus dem Gévaudan nahmen die Burg unter der Führung von Marc Antoine Charrier am 30. Mai 1793 ein. Nur drei Tage später eroberten die Republikaner die Festung zurück und steckten sie noch in derselben Nacht in Brand.
In Chanac war, wie in mehreren anderen Orten im Departement auch, 1939 ein Lager für Flüchtlinge aus dem Spanischen Bürgerkrieg errichtet worden. Der Ort, an dem es sich befunden haben soll, Malavielle, gehört zu Chanac, liegt aber etwa 6 Kilometer außerhalb des Dorfes. (Lage) Dieses aus Holzbaracken bestehende Lager verfügte über eine Kapazität für etwa 1.000 Personen.
In diesem ehemaligen Flüchtlingslager wurden im Juni 1941 Fremdarbeiter einquartiert, die in öffentlichen und privaten Betrieben in der Umgebung Zwangsarbeit verrichten mussten.
In den Jahren 1943/44 flüchteten zahlreiche Fremdarbeiter aus dem Lager und schlossen sich der Résistance an. Ehemalige Lagerinsassen wie Hanns Kralik oder Otto Kühne begleiteten wichtige Funktionen innerhalb der Widerstandsbewegung.
Am 16. August 1944 wurde in Chanac eine Partisanengruppe von einer deutschen Wehrmachtseinheit angegriffen. Acht Widerstandskämpfer kamen um; sie wurden entweder im Kampf getötet oder nach ihrer Gefangennahme umgebracht.

### Schloss Ressouches
Das Schloss Château Ressouches liegt in der historischen Landschaft Gévaudan unten im Tal und zwar im Westen von Chanac am rechten Ufer des Lot. Das Schloss wurde von den Bischöfen von Mende im 16. Jahrhundert auf ihrem Lehen in Ressouches errichtet. Es ersetzte vermutlich ein befestigtes Haus aus dem 13. Jahrhundert, das noch auf die Könige von Aragon zurückging und heute nur noch zu erahnen ist.

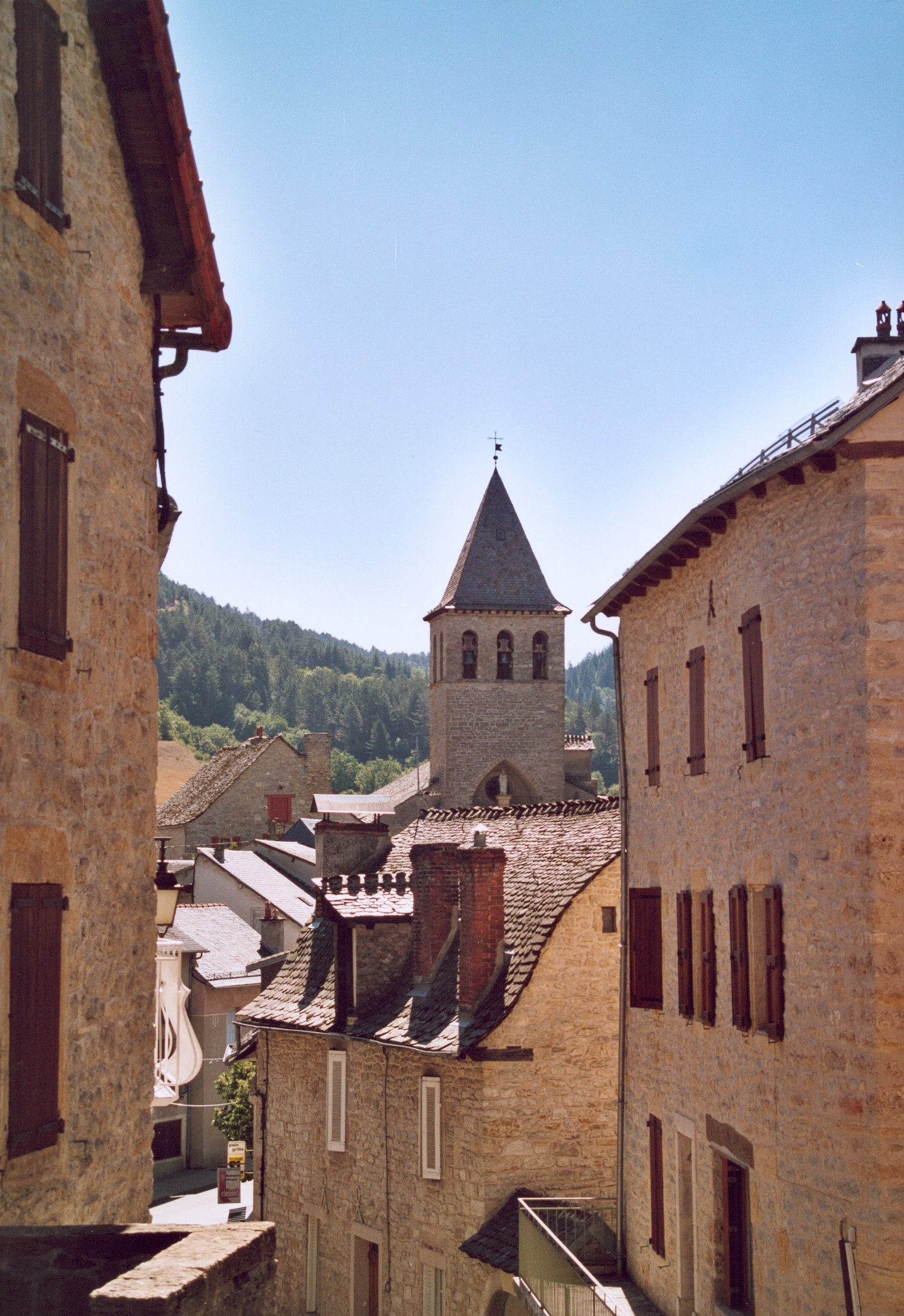
Gassen und Kirche Saint-Jean-Baptiste

Mitte des 17. Jahrhunderts gelangte das Schloss in den Besitz von Antoine de Buisson, der es zuerst aufwendig renovieren ließ und es dann in seinen benachbarten Gutshof integrierte. Die angrenzende Kapelle stammt ebenfalls aus dem 17. Jahrhundert. Dort findet man das Wappen der Familie Pont de Ligonnès, die lange Besitz über das Schloss hatte. Der bekannteste Vertreter dieser Dynastie war Charles du Pont de Ligonnès, der zwischen 1906 und 1925 Bischof von Rodez und Vabres war. Im 19. Jahrhundert wurde das Gut unter Einbezug der Stallungen neben der Kapelle vergrößert. Heute ist Chantal Bazin de Jessey Besitzer des Anwesens. Das Schloss Ressouches ist seit 1992 ein französisches Kulturdenkmal.

### Wappen
Blasonierung: Geviert: Im 1. und 4. Feld – auf Rot drei güldene Rosen; im 2. und 3. Feld – Balken von Gold und Azurblau fünffach geteilt; über allem in der Schildmitte ein schwarzer Adler in Silber.

### Bevölkerungsentwicklung

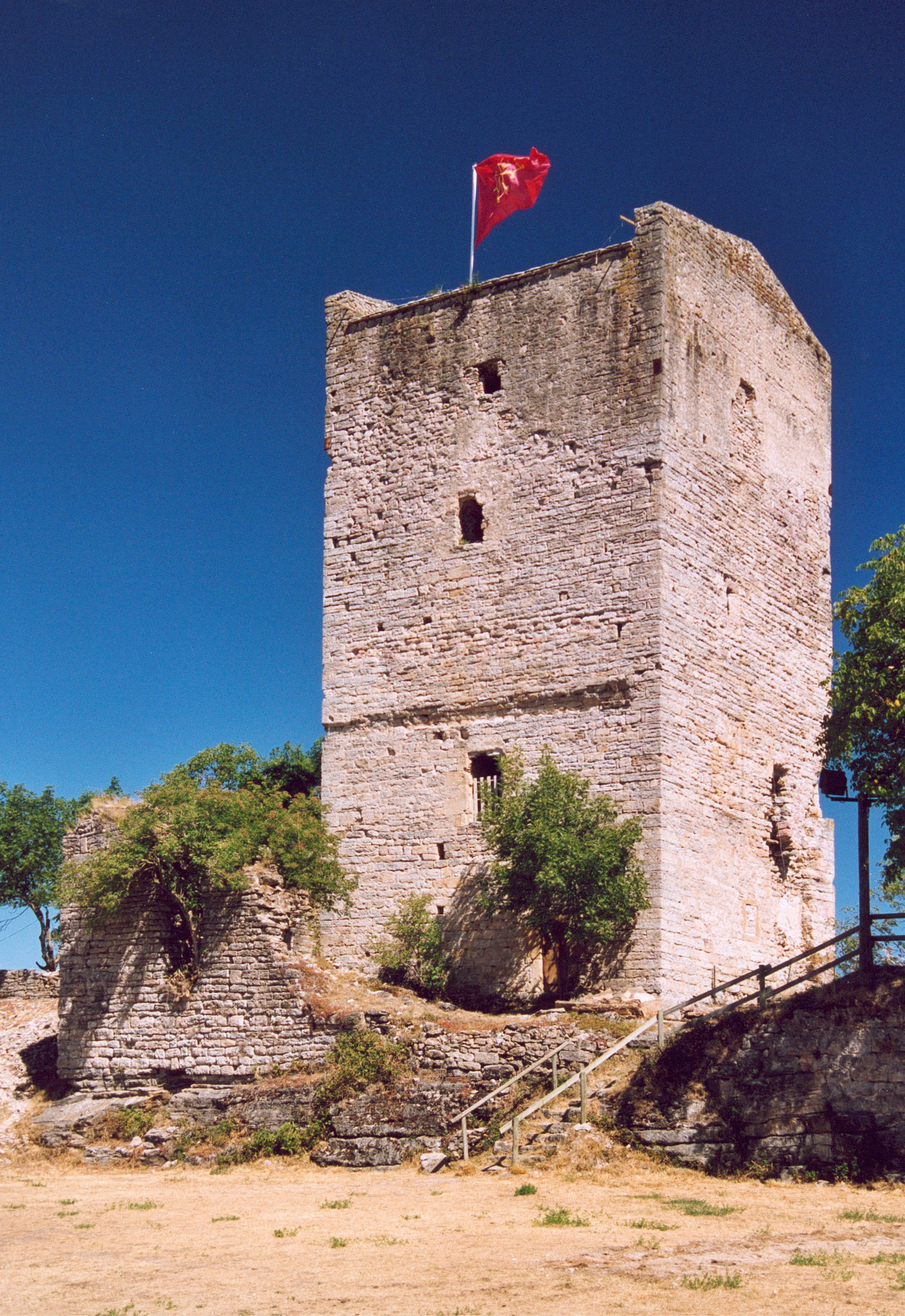
Donjon der Burg Chanac

| Jahr      | 1962 | 1968 | 1975 | 1982 | 1990 | 1999 | 2009 | 2018 |
| --------- | ---- | ---- | ---- | ---- | ---- | ---- | ---- | ---- |
| Einwohner | 892  | 866  | 988  | 1019 | 1035 | 1153 | 1376 | 1459 |

## Sehenswürdigkeiten
- Der Dolmen von Laumède (auch l’Aumède oder Lo Geïon genannt) liegt südöstlich von Chanac.
- Burg Chanac. Die mittelalterliche Burg in der historischen Landschaft Gévaudan liegt auf einer Landzunge am Lot und zwar auf einem Felsvorsprung. Sie wurde lange von den Bischöfen von Mende gehalten. Heute stehen nur noch der Donjon, ein Turm und Reste der Befestigungsmauern. Die größten Schäden entstanden während der Französischen Revolution, als die Festung in Brand gesetzt wurde. Die Burg Chanac ist seit 1993 ein französisches Kulturdenkmal.[6]
- Die Pfarrkirche Église Saint-Jean-Baptiste aus dem 18. Jahrhundert
- Die Befestigungsanlage von Villard (L’ensemble fortifié du Villard) ist seit 1998 ein französisches Kulturdenkmal.[7]